# فيليب غيفنز
فيليب غيفنز هو محامي وقاضي وسياسي كندي، ولد في 22 أبريل 1922 في تورونتو في كندا، وتوفي بنفس المكان في 30 نوفمبر 1995. نشط حزبياً في الحزب الليبرالي في أونتاريو ‏ والحزب الليبرالي الكندي. وقد انتخب عمدة تورونتو ‏ (19 يناير 1963 – 31 ديسمبر 1966) وانتخب عضو برلمان مقاطعة أونتاريو ‏.